# NK Záhřeb
NK Záhřeb (chorvatsky Nogometni klub Zagreb) je chorvatský fotbalový klub ze Záhřebu. Založen byl roku 1903 jako Prvi nogometni i športski klub. Jednou vyhrál chorvatskou ligu (2001/02).

## Výsledky v evropských pohárech
| Sezóna  | Soutěž              | Kolo  | Soupeř              | Doma | Venku | Celkem |
| ------- | ------------------- | ----- | ------------------- | ---- | ----- | ------ |
| 1964–65 | Veletržní pohár     | 1.    | GAK                 | 3–2  | 6–0   | 9–2    |
| 1964–65 | Veletržní pohár     | 2.    | AS Řím              | 1–1  | 0–1   | 1–2    |
| 1965–66 | Veletržní pohár     | 1.    | RFC Liège           | 2–0  | 0–1   | 2–1    |
| 1965–66 | Veletržní pohár     | 2.    | Steagul Roşu Braşov | 2–2  | 0–1   | 2–3    |
| 1969–70 | Veletržní pohár     | 1.    | Charleroi           | 1–3  | 1–2   | 2–5    |
| 1997–98 | Pohár vítězů pohárů | Př.   | Sloga Jugomagnat    | 2–0  | 2–1   | 4–1    |
| 1997–98 | Pohár vítězů pohárů | 1.    | Tromsø IL           | 3–2  | 2–4   | 5–6    |
| 2002–03 | Liga mistrů         | 2.př. | Zalaegerszeg        | 2–1  | 0–1   | 2–2    |